# Анжелик Киджо
Анжелѝк Киджо̀ (на френски: Angélique Kidjo) е бенинско-френска певица.
Родена е на 14 юли 1960 година в Уида в семейството на музикант от етническата група фон и хореографка и режисьорка йоруба. През 1981 година издава първия си албум Pretty, който има успех и тя започва да изнася концерти в цяла Западна Африка. През 1983 година се установява в Париж, където скоро се утвърждава на местната сцена, а няколко успешни албума с лейбъла „Айлънд Рекърдс“ ѝ донасят международна известност. Към 2024 година пет нейни албума получават награда „Грами“.